# Мальвиллер
Мальвилле́р (фр. Malvillers) — коммуна во Франции, находится в регионе Франш-Конте. Департамент — Верхняя Сона. Входит в состав кантона Витре-сюр-Манс. Округ коммуны — Везуль.
Код INSEE коммуны — 70329.

## География
Коммуна расположена приблизительно в 290 км к юго-востоку от Парижа, в 60 км севернее Безансона, в 31 км к северо-западу от Везуля.
По территории коммуны протекают небольшие реки Сорлиер и Мулен-де-л’Этан.

## Население
Население коммуны на 2010 год составляло 73 человека.
| 1962 | 1968 | 1975 | 1982 | 1990 | 1999 | 2010 |
| ---- | ---- | ---- | ---- | ---- | ---- | ---- |
| 138  | 113  | 102  | 92   | 89   | 74   | 73   |

## Экономика

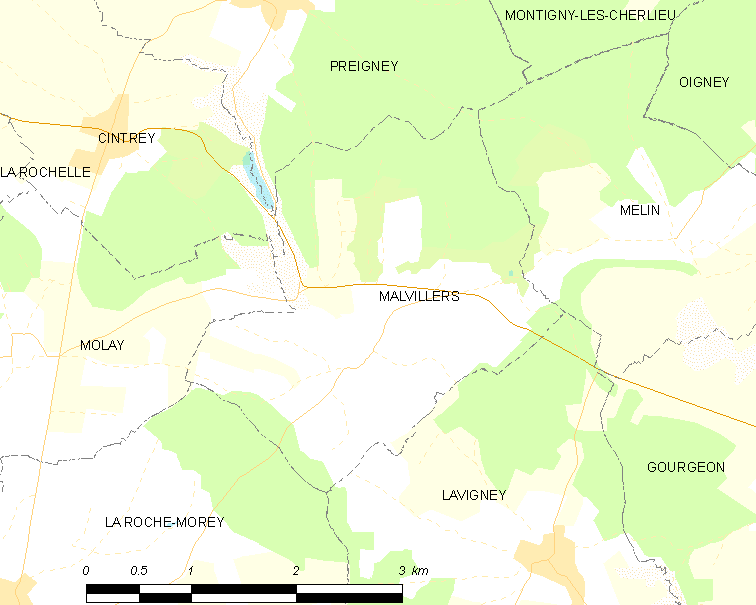
Карта коммуны

В 2010 году среди 44 человек трудоспособного возраста (15—64 лет) 30 были экономически активными, 14 — неактивными (показатель активности — 68,2 %, в 1999 году было 62,5 %). Из 30 активных жителей работали 29 человек (19 мужчин и 10 женщин), безработной была 1 женщина. Среди 14 неактивных 2 человека были учениками или студентами, 9 — пенсионерами, 3 были неактивными по другим причинам.